# Pfarrkirche Spannberg

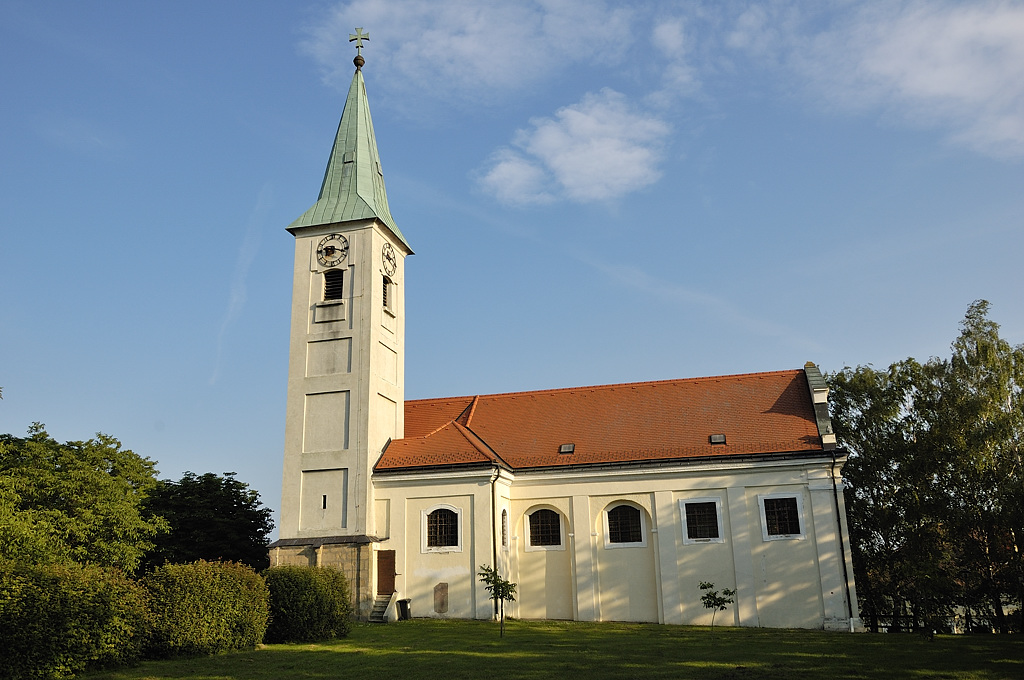
Katholische Pfarrkirche hl. Martin in Spannberg

Die römisch-katholische Pfarrkirche Spannberg steht auf dem Kirchberg der Marktgemeinde Spannberg in Bezirk Gänserndorf in Niederösterreich. Die dem Patrozinium des Heiligen Martin von Tours unterstellte Pfarrkirche gehört zum Dekanat Zistersdorf in der Erzdiözese Wien. Die Kirche steht unter Denkmalschutz (Listeneintrag).

## Geschichte
Die im Kern mittelalterliche Wehrkirche mit einem ehemaligen Vorwerk bildete mit dem östlich gelegenen, mit einem Wall und Graben umgebenen Hausberg ehemals eine wichtige Festung. Der romanische Chor und der Langhausmauerkern entstanden im dritten Viertel des 12. Jahrhunderts, das Turmerdgeschoß im Anfang des 13. Jahrhunderts. Im Anfang des 18. Jahrhunderts wurde die Kirche barock erweitert und verändert.
Die Pfarre wurde wohl um 1200 gegründet und dem Deutschen Orden inkorporiert.

## Architektur
Das mächtige Langhaus mit einem kräftigen umlaufenden Gesims hat Segmentbogenfenster in durch kräftige Wandpfeiler mit Lisenen gebildeten Nischen, im Süden in zweigeschoßiger Anordnung von quadratischen Fenstern und einem Rechteckportal. Die zweigeschoßige Westfront hat über dem Portal barocke Blindfenster, Doppelpilaster, ein stark betontes Kordongesims, darüber der bekrönende Giebel, alles mit Putzbändern gegliedert. Es gibt querschiffartige Erweiterungen gegen Süden und Norden. Der eingezogene romanische Chor aus Quadermauerwerk mit einem Rundbogenfries hat eine Rundapsis mit einem romanischen Schlussfenster und weitere barocke Rundbogenfenster. Der hohe Nordturm hat ein romanisches Erdgeschoß aus Quadermauerwerk mit Halbsäulen und Würfelkapitell, wohl einer ehemals freistehenden Kapelle aus dem Anfang des 13. Jahrhunderts, darüber befindet sich der viergeschoßige, durch Lisenen und Putzbänder gegliederte barocke Turm, er trägt einen Spitzhelm. Im Süden steht ein zweigeschoßiger Sakristeianbau.
Das Kircheninnere zeigt ein vierjochiges Langhaus, die beiden östlichen Joche sind im Kern romanisch, unter einem Tonnengewölbe mit Stichkappen auf Gurten auf starken Wandpfeilern mit kräftigen Gebälk, das östliche Joch ist schmäler mit querschiffartigen Erweiterungen und Doppelgurten. Die einteilige Orgelempore ist kreuzgratunterwölbt, die geschwungene Brüstung zeigt das Reichswappen mit dem Doppeladler. Der Triumphbogen ist flachbogig. Das barockisierte romanische Chorquadrat mit einer Halbkreisapsis hat ein späteres Kreuzrippengewölbe mit einer Schlusssteinrosette und barocke Eckpfeilern und Gebälk. Unter dem Chorquadrat befindet sich eine ehemalige Krypta. Im Norden befindet sich eine ehemalige Kapelle als Turmerdgeschoß aus dem Anfang des 13. Jahrhunderts, der quadratische Raum hat ein Kreuzrippengewölbe, die Rippen sind abgeschlagen, beim Zugang von Westen befindet sich ein romanischer Rest einer Säule. Im Süden steht eine barocke Sakristei mit einem Kreuzgratgewölbe und einem Oratorium darüber.
Die Glasmalerei entstand im Ende des 19. Jahrhunderts.

## Einrichtung
Der von Wilhelm Seib 1894 geschaffene historistische Hochaltar mit einem lettnerartigen Aufbau in der Triumphbogenzone ist in den Chor freistehend zurückgesetzt. In einem klassizistischen Rahmen befindet sich das barocke Altarblatt hl. Martin von Martin Zechner 1751. Er trägt Seitenfiguren von Wilhelm Seib aus dem Ende des 19. Jahrhunderts.
Die barocken Seitenaltäre entstanden in der Mitte des 18. Jahrhunderts. Der linke Seitenaltar zeigt das Altarblatt Vierzehn Nothelfer mit dem hl. Veit. Der rechte Seitenaltar zeigt das Altarblatt Kreuzigung Christi mit Armen Seelen.
Die Orgel mit 8 Registern baute Franz Strommer 1889. Es gibt von Johann Baptist Dival 1715 und 1717 gegossene Glocken.

## Grabdenkmäler
Außen
- An der nördlichen Langhauswand befindet sich ein mittelalterliches Fragment eines Grabsteines aus dem Ende des 12. Jahrhunderts.